# He-Man and the Masters of the Universe
He-Man and The Masters of The Universe, conocida como He-Man y los amos del Universo en español,  es una serie animada de televisión estadounidense producida por Filmation basada en línea de juguetes Masters of The Universe de Mattel.
La serie fue estrenada en 1983 y finalizó en 1985, constando de dos temporadas de 65 episodios cada una. Además estaba destinada al público masculino de entre 3 y 10 años de edad; sin embargo, su popularidad llegó a conquistar también al público femenino y a personas de todas las edades, como jóvenes y adultos en determinadas edades.
Su éxito como serie de televisión se mantuvo activo todavía a finales de los años 1980 y principios de los años 1990, junto con su serie hermana de She-Ra: The Princess of the Power.

## Sinopsis

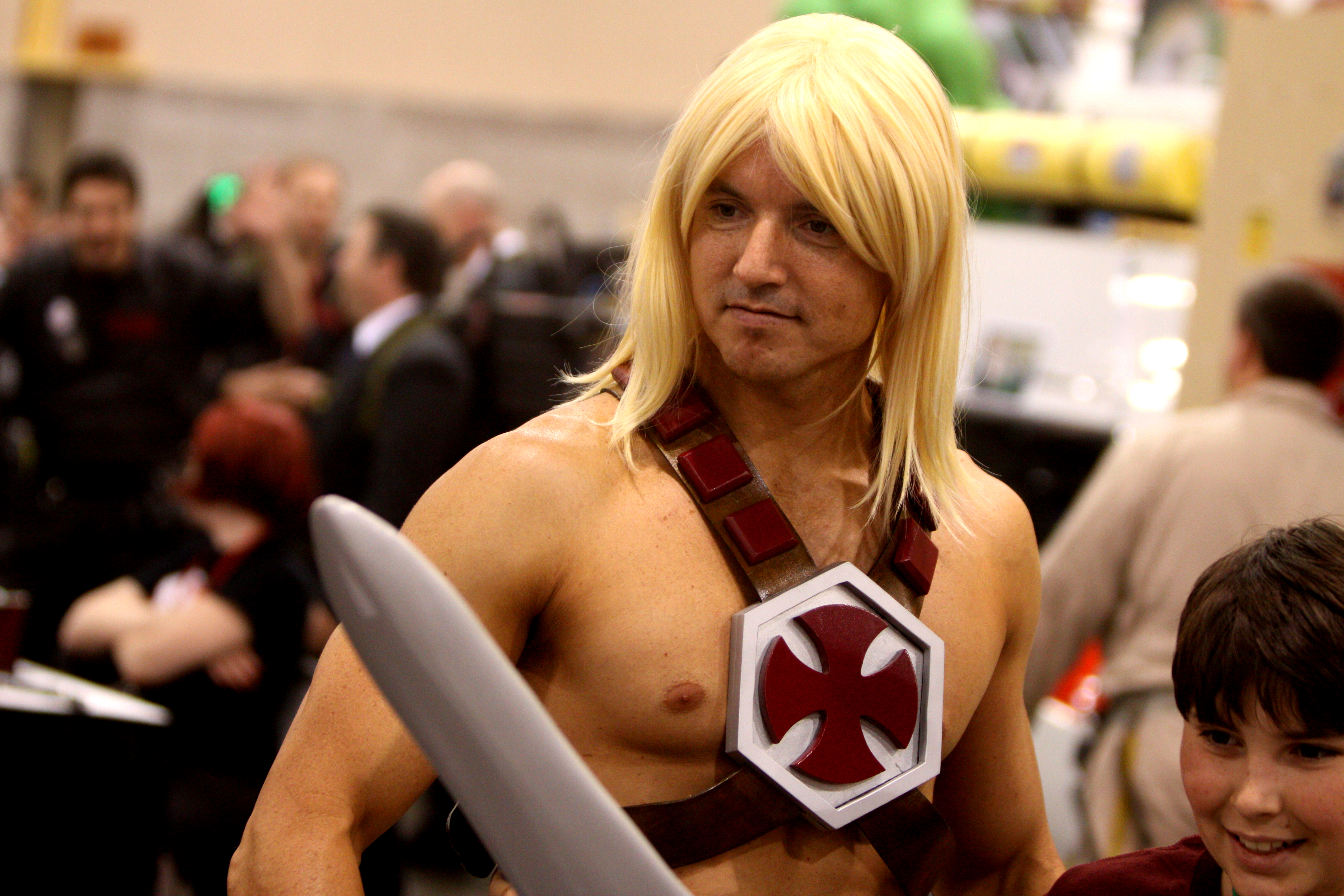
Cosplayer de He-Man en la Phoenix Comicon 2012 en Phoenix, Arizona. Por favor, atribuye a Gage Skidmore si se utiliza en otro lugar.

La serie tiene lugar en el ficticio y mágico planeta de Eternia. Su personaje principal es el príncipe Adam, el joven hijo de los gobernantes de Eternia, Rey Randor y la Reina Marlena. Cada vez que el príncipe Adam tiene la Espada del Poder en alto y proclama: ¡Por el poder de Grayskull! ¡Yo tengo el poder!, está dotado con fabulosos poderes secretos y se transforma en He-Man, el hombre más poderoso en el universo. 
Junto con sus aliados cercanos, Battle Cat (quien sufre una transformación similar de ser cobarde tigre mascota de Adam, Cringer), La Hechicera Sorceress, Man-At-Arms y Orko, He-Man utiliza sus poderes para defender Eternia de las fuerzas del maléfico Skeletor. 
El objetivo principal de Skeletor es conquistar la misteriosa fortaleza del Castillo de Grayskull, de la que He-Man extrae sus poderes. Si tiene éxito, Skeletor tendría suficiente poder para gobernar Eternia y, posiblemente, el universo entero Además tiene una hermana gemela llamada She-Ra, cuyo identidad secreta es Adora también hija de los gobernantes de Eternia y que vive en otro planeta mágico llamado Etheria. Su hermana al igual que He-Man, posee también los mismos poderes y ambos tienen la misión de cumplir y luchar a favor de la justicia, la libertad y los derechos de cualquier criatura viviente.

## Música
La música de la serie fue compuesta por Shuki Levy y Haim Saban.
En la versión para Hispanoamérica, se reescribió la letra para el tema música principal original de Levi y Saban por el músico chileno Juan Guillermo "Memo" Aguirre, quien también lo interpreta. El tema cantado sólo existe en la versión para Hispanoamérica y fue creado en 1984-1985.

## Recepción
He-Man and the Masters of the Universe es considerada la serie animada más exitosa jamás realizada por Filmation. En 2009, IGN clasificó a la serie en el lugar 58 como la mayor serie de animación de todos los tiempos en su Top 100. No obstante, la serie fue a menudo criticada por grupos de padres como una caricatura diseñada para vender figuras de acción.

## Transmisión
- Latinoamérica: Se emitió en Boomerang en 2006 y posteriormente en Tooncast entre 2008 y 2012.
- Puerto Rico; se emitió por WAPA-TV de lunes a viernes a las 3:00pm, desde 1983 hasta principios de los 90, luego por Telemundo a mediados de los 90 los sábados y domingos a las 8:30 a. m..
- Colombia: se empezó a emitir el 1 de enero de 1984 por la Primera Cadena de Inravision, los domingos. Luego se retransmitiría en diferentes horarios.
- Argentina: se emitió por Canal 9 (Libertad) de Buenos Aires entre 1985 y 1987 y nuevamente entre 1993 y 1996. Actualmente es retransmitida por Magazine.
- Bolivia: se emitió por Canal 2 Telesistema Boliviano.
- Paraguay: se emitió por Canal 13 (RPC) de Asunción entre 1986 y 1989 .
- Uruguay: se emitió por Canal 4 de Montevideo.
- Venezuela: se emitió por Canal 4 Venevisión en los años 80, y actualmente es transmitido por TVes
- Chile: se emitió por Canal 13 y la red Telenorte entre 1984 y 1988; y por UCV Televisión y posteriormente por Canal 9 Regional de Concepción en los años 90. Actualmente se emite por segunda vez en el canal UCV Televisión en su horario de las 4 de la mañana y ahora a las 21:00 h.
- Perú: se emitió por Canal 4 América Televisión en los años 80 y posteriormente en Panamericana Televisión entre 2014, 2018 y 2020.
- Ecuador: se emitió inicialmente por Ecuavisa, luego retransmitida por Teleamazonas, TC Televisión y actualmente en RTU.
- Nicaragua: se emitió por CRTUanal 6.
- El Salvador: se emitió por Canal 2 de Telecorporación Salvadoreña en los años 80.
- México: Se emitió por canal 5 de Televisa a partir del 16 de julio de 1985 a 1986 y por cadenatres hasta 2015.
- España: A mediados de los 80 se podían encontrar capítulos en cintas VHS. A lo largo de los años 90 también se pudo ver en la cadena privada Antena 3.